# Upeneus heemstra
Upeneus heemstra Uiblein & Gouws, 2014 è un pesce osseo marino appartenente alla famiglia Mullidae. Prende il nome dall'ittiologo Phil Heemstra.

## Distribuzione e habitat
È una specie demersale endemica del mar Rosso e dell'oceano Indiano; è diffusa dalle coste dell'Africa orientale all'ovest del subcontinente indiano. Non è una specie tipica delle acque profonde, infatti non si spinge sotto i 12 m di profondità.

## Descrizione
Presenta un corpo allungato, leggermente compresso sui lati, con la testa dal profilo appuntito e gli occhi grandi. La lunghezza massima registrata è di 15 cm. I barbigli sono giallastri. La colorazione è prevalentemente marrone sul dorso, dove ci sono striature più scure che terminano sul peduncolo caudale, e pallida sul ventre, dove invece sono presenti molte piccole macchie scure o rossastre. Macchie e striature sono presenti anche sulle pinne, in particolare sulla pinna caudale, che è biforcuta, ci sono 12 strisce oblique di colorazione variabile.

Può essere confuso con Upeneus tragula, Upeneus niebuhri e Upeneus oligospilus.

## Biologia

### Comportamento
Di solito non forma gruppi.

### Alimentazione
È carnivoro e la sua dieta è composta principalmente da piccoli invertebrati marini.